# 千葉県立鎌ヶ谷高等学校
千葉県立鎌ヶ谷高等学校（ちばけんりつ かまがやこうとうがっこう）は、千葉県鎌ケ谷市東道野辺一丁目にある県立高等学校。

## 設置学科
- 普通科

## 概要
- 愛称・略称は「鎌高（カマコウ）」。
- 所在地は鎌ケ谷市であるが、学校名は鎌ヶ谷高校と、「が」の字が異なる。
- 第3学区（鎌ケ谷市、柏市、流山市、野田市、我孫子市）に属する。
- 制服は、男子は学生服、女子はブレザー。近年の気候変動に伴って、制服移行期間が廃止された。学校の指定する式典（入学式・卒業式・記念式典等）を除き、年間を通じて冬服、夏服のいずれも着用可能である。女子は基本スカートだが、学校指定のスラックスを着用することも出来る。運動着の指定がある。
- 部活動も非常に盛んで、多くの部活動が県大会に出場している。
- アルバイト（長期休暇中のみ）やバイクの免許の取得は許可制。在学中の自動車の免許の取得は原則禁止されている（教習所への入校は申請により可）。
- 生徒用玄関は正門から校舎を半周したところにある。理由は一説によると今のハンドボールコートのところに正門を設置する予定だったが、校舎を施工した業者と校門を施工した業者の違いによるものや、鎌ケ谷市ができる際に高等学校が最低１校は市内に必要であったため、千葉県政と鎌ケ谷市政が土地を分配して購入する予定であったが、期日に間に合えず今のような形になった。通用門から鎌ヶ谷高校までの敷地は私有地と言われている。
- 2008年度より新たに高架（東武野田線の線路）下の通学路ができ、従来の狭く車通りの激しい通学路ではなくなった。通称「新通学路」と言われている。

## 教育方針
- 健康でたくましい気力と体力をもち、最後までものごとをやりとげる人間（実践力）
- 知を愛し、科学的に思考し、豊かな情操をもって、創造に喜びを見出せる人間（創造性）
- 自己と社会をみつめ、さまざまな価値や情報に理性的自律的に対応できる人間（主体性）
- 自己と責任、権利と義務を正しく認識し、自然と生命に畏敬の念をもち、互いに敬愛し協力しあう人間（道義性）

## 交通
- 東武野田線（東武アーバンパークライン）「鎌ヶ谷駅」下車、徒歩約10分
- 京成松戸線「初富駅」下車、徒歩約25分

## 沿革
- 1971年4月1日 - 創立
- 1972年 - 第一期工事竣工（普通教室棟4階建）
- 1973年 - 第二期工事竣工（特別教室棟4階建・普通教室棟増築）
- 1974年 - 第三期工事竣工（管理棟・体育館・普通教室棟増築）
- 1975年 - 第四期工事竣工（プール）。学校群制度導入。国府台、国分の各校と共に第3学校群に属す。
- 1977年 - 正門竣工
- 1978年 - 造園造成。再び単独選抜となる。
- 1997年 - 普通教室棟大規模改善工事竣工
- 2011年 - 創立40周年
- 2021年 - 創立50周年

## 学校行事
- 4月 - 入学式
- 5月 - 校外オリエンテーション・球技祭
- 6月 - 生徒総会
- 7月 - 生徒会役員選挙・壮行会
- 9月 - 鎌高祭（文化祭・体育祭）
- 10月 - 修学旅行
- 2月 - 一般入試
- 3月 - 球技祭・予餞会・卒業式

## 部活動
体育系
- 野球部
- 陸上部
- ラグビー部
- バスケット部
- 卓球部
- バレーボール部
- 軟式テニス部
- 柔道部
- 水泳部
- サッカー部
- ハンドボール部
- バドミントン部
- テニス部
- 剣道部
- ソフトボール部

文化系
- 料理研究部
第21回料理甲子園 でグランプリに輝いた。
- ダンス部
- 地学部
- 吹奏楽部
- 合唱部
- 軽音楽部
- 美術部
- 電子工学部
- 理学部
- 写真部*
- 百人一首かるた部
- 書道部
- 放送部（過去には放送委員会として活動していた。全国大会に出場している。）

同好会
- 邦楽同好会
- 華道同好会
- 茶道同好会
- 漫画研究同好会
- ボランティア同好会

## 購買
お昼時のみパンなどの購買がやってくるが、それ以外は、2022年度より設置された菓子パンやお菓子の自動販売機が利用できる。また、校内に自動販売機は屋外に4台、屋内に2台の計6台が設置されている。屋外の自動販売機には栄養食品の販売もある。

## 著名な卒業生
- 石川直樹（北海道コンサドーレ札幌選手、DF。本校サッカー部出身ではなく、柏レイソルユース）
- 梅津宏治（ボクシングフェザー級日本チャンピオン）
- 原朋直（ジャズトランペット奏者）
- 羽賀篤史（バスケットボールユニバーシアード銀メダリスト）
- 井上愛美（女子ラグビー選手、女子日本代表、7人制女子日本代表）